# Evodiniini
Плямокрильцеві (Evodiniini Zamoroka, 2022) — триба жуків з родини Скрипунових, самостійність якої підтверджена молекулярною філогенією. Типовий рід Evodinus.

## Молекулярна філогенія
У відповідності до молекулярної філогенії на основі мітохондрієвих генів 12S рРНК, 16S рРНК, COI і ядрових генів 18S рРНК, 28S рРНК триба Плямокрильцеві (Evodiniini) входить до підродини Тонкохвісткових (Lepturinae). До складу триби входять такі роди:
- Рапавик – Brachytodes Planet, 1924
- Опасиця – Brachyta Fairmaire, 1868
- Metacmaeops Linsley & Chemsak, 1972
- Плямокрилець — Evodinus LeConte, 1850